# A Shade of Difference
A Shade of Difference — студийный альбом американской певицы Хелен Меррилл, выпущенный в 1969 году на лейбле Milestone Records, продолжение альбома The Feeling Is Mutual 1967 года. Записанный вновь при участии пианиста, продюсера и аранжировщика Дика Каца.

## Отзывы критиков
| Оценки критиков                   | Оценки критиков |
| Источник                          | Оценка          |
| --------------------------------- | --------------- |
| AllMusic                          | [ 1 ]           |
| The Encyclopedia of Popular Music | [ 2 ]           |

Обозреватель журнала Billboard написал: «Мисс Хелен Меррилл, безусловно, одна из самых выдающихся вокалисток этого
поколения, и ей предоставляется прекрасная возможность продемонстрировать многие грани своего таланта на этом исключительном альбоме. Её теплые,
интимные обработки „Never Will I Marry“, „I Should Care“ и „My Funny Valentine“ просто обязательны к прослушиванию, а её исполнение „Spring Can Really Hang You Up the Most“ — само по себе классное». Другой рецензент того же издания отметил, что это созданный с любовью сет. Питер Райли из Stereo Review высоко оценил производственные моменты, однако добавил: «Весь этот талант и усилия были потрачены на возрождение стиля джаза и джазового пения, который не был актуален или по-настоящему развивался с конца пятидесятых. Кажется, что каждые три или четыре месяца я сталкиваюсь с подобными записями, многие из которых не так хороши, как эта, но всё равно с серьезными усилиями. И каждые несколько месяцев я размышляю о том, почему такие прекрасные вокалисты, инструменталисты и аранжировщики, похоже, думают, что они могут возродить что-то, что невозможно возродить. Насколько разумнее, на мой взгляд, использовать свои способности для создания и распространения чего-то нового и смелого, вместо того чтобы заново отлакировать, пусть и идеально, те же основные темы и вариации»
В рецензии для AllMusic Скотт Яноу пишет: «Этот альбом является превосходной и неизменно удивительной работой певицы Хелен Меррилл. С аранжировками, предоставленными пианистом Диком Кацем, и авантюрной, но в то же время сочувственной игрой Теда Джонса на флюгельгорне и корнете, флейтиста Хьюберта Лоусса, альтиста Гэри Барца (который играет только в „Lonely Woman“ Орнетта Коулмана), Каца, гитариста Джима Холла, либо Рона Картера, либо Ричарда Дэвиса на басу и барабанщика Элвина Джонса, это особенно сильный джаз. Голос Меррилл в ту эпоху был в расцвете сил, а её способность справляться с широким репертуаром и привносить новую жизнь в стандарты (включая исполнение „My Funny Valentine“ в качестве довольно свободного дуэта с Роном Картером) настоятельно рекомендует попробовать это».

## Список композиций
1. «Lonely Woman» (Марго Гурьян, Орнетт Коулман) — 3:34
2. «While We’re Young» (Алек Уайлдер, Морти Палиц, Уильям Энгвик) — 2:47
3. «Never Will I Marry» (Фрэнк Лессер) — 4:57
4. «I Should Care» (Аксель Стродаль, Пол Уэстон, Сэмми Кан) — 4:11
5. «A Lady Must Live» (Ричард Роджерс, Лоренц Харт) — 4:44
6. «Looking for a Boy» (Мюррей Менчер, Билли Молл) — 3:15
7. «Spring Can Really Hang You Up the Most» (Томми Вульф, Фрэн Лэндсман) — 6:37
8. «My Funny Valentine» (Ричард Роджерс, Лоренц Харт) — 2:20
9. «Lover Come Back to Me» (Зигмунд Ромберг, Оскар Хаммерстайн II) — 4:57
10. «Where Do You Go?» (Алек Уайлдер, Арнольд Сундгаард) — 2:21

## Участники записи
- Аранжировка, продюсер, фортепиано — Дик Кац
- Бас — Ричард Дэвис, Рон Картер
- Вокал — Хелен Меррилл
- Гитара — Джим Холл
- Корнет, флюгельгорн — Тед Джонс
- Продюсер — Оррин Кипньюз
- Саксофон-альт — Гэри Бартц
- Ударные — Элвин Джонс
- Флейта — Хьюберт Лоус